# Trương Thường Ninh
Trương Thường Ninh sinh ngày 6 tháng 11 năm 1995 tại Thường Châu, Giang Tô, Trung Quốc lớn lên tại Nam Kinh, là một vận động viên bóng chuyền. Cô chơi ở vị trí chủ công và đối chuyền. Cô là thành viên của Đội tuyển bóng chuyền nữ quốc gia Trung Quốc và hiện đang thi đấu cho Câu lạc bộ bóng chuyền nữ Giang Tô.
Trong những năm đầu sự nghiệp, cô tham gia thi đấu bóng chuyền bãi biển và được gọi vào đội tuyển bóng chuyền bãi biển quốc gia.Tuy nhiên, sau đó cô chuyển sang thi đấu ở nội dung bóng chuyền trong nhà. Cô cùng với đội tuyển Trung Quốc giành huy chương bạc Á vận hội 2014, sau đó giành chức vô địch World Cup bóng chuyền 2015 rồi huy chương vàng Thế vận hội mùa hè 2016.

## Sự nghiệp
Năm 2009, Trương Thường Ninh được chọn vào đội tuyển bóng chuyền bãi biển Trung Quốc. Đến 2013, đoàn Giang Tô chuyển cô thi đấu ở nội dung bóng chuyền trong nhà tại Đại hội Thể thao Trung Quốc.Sau khi kết thúc giải đấu, Trương Thường Ninh muốn được thi đấu nội dung bóng chuyền trong nhà và quyết định không tham gia nội dung bóng chuyền bãi biển. Trung tâm quản lý thể thao nhà nước quyết định cấm cô thi đấu, vì vậy Câu lạc bộ bóng chuyền nữ Giang Tô đã không thể đăng ký cô tham gia thi đấu tại giải vô địch quốc gia mùa 2013-2014. Đến ngày 26/12, lệnh cấm được hủy bỏ, Trương Thường Ninh có thể tham gia tất cả các trận thi đấu của Câu lạc bộ bóng chuyền nữ Giang Tô kể từ vòng 8.
Trong cùng một năm, Trương Thường Ninh được huấn luyện viên Lang Bình gọi vào đội tuyển quốc gia tham gia thi đấu tại Á vận hội 2014.
Tại World cup bóng chuyền 2015, do Huệ Nhược Kỳ gặp phải chấn thương, Trương Thường Ninh được gọi vào thay thế, và cùng với đội tuyển giành chức vô địch.
Năm 2015, Trương Thường Ninh theo học tại Đại học Sư phạm Nam Kinh.

## Gia đình
- Cha cô - Trương Hữu Sinh, là cựu thành viên đội tuyển bóng chuyền nam Trung Quốc, ông từng tham gia Thế vận hội mùa hè 1984.
- Anh trai cô - Trương Thần, là thành viên đội tuyển bóng chuyền nam Trung Quốc.
- "Trương" là họ, cũng đại biểu cho nguyên quán Trương Gia Cảng, "Thường" trong tên cô đại biểu cho nơi cô sinh ra và cũng là nguyên quán của mẹ cô Thường Châu, "Ninh" trong tên cô đại biểu cho quê nhà Nam Kinh.
- Thời thơ ấu cô mong muốn trở thành giáo viên thể thao giống mẹ.

## Danh hiệu cá nhân
- Cúp bóng chuyền châu Á 2014: Chủ công xuất sắc nhất.
- Giải bóng chuyền Trung Quốc 2015-2016: hỗ trợ tốt nhất, MVP.
- Giải bóng chuyền Trung Quốc 2016-2017: phát bóng tốt nhất, MVP.

## Danh hiệu tập thể

### Câu lạc bộ
- Giải bóng chuyền Trung Quốc 2014-2015: Hạng 3
- Giải bóng chuyền Trung Quốc 2015-2016: Hạng 2
- Giải bóng chuyền Trung Quốc 2016-2017: Vô địch
- Giải bóng chuyền Trung Quốc 2017-2018: Hạng 3

### Quốc gia
- Giải vô địch bóng chuyền bãi biển Châu Á 2011:  - bạc
- Cúp bóng chuyền châu Á 2014:  - vàng
- Đại hội Thể thao châu Á 2014 - bóng chuyền:  - bạc
- Giải bóng chuyền nữ FIVB World Cup 2015:  - vàng
- Giải vô địch bóng chuyền nữ châu Á 2015:  - vàng
- Cúp bóng chuyền châu Á 2016:  - vàng
- Bóng chuyền tại Thế vận hội Mùa hè 2016 - Nữ:  - vàng
- World Grand Champions Cup 2017:  - vàng